# Wappen Jamaikas

Offizielles Wappen Jamaikas

Das Wappen Jamaikas ist eines der ältesten kolonialen Wappen.

## Beschreibung
Das Wappen ist ein silberner Schild mit einem roten Kreuz, das mit fünf goldenen Ananasfrüchten nach der Figur belegt ist. Auf dem Wappenschild ruht ein königlicher goldener Helm mit roter Mütze und einer gold-silbernen Helmdecke. Der Helmwulst ist rot und silbern. Die Helmzier bildet ein grünes Krokodil auf einem Baumstamm in natürlicher Farbe.
Die Schildhalter sind Menschen in natürlicher Farbgebung und mit unbedecktem Oberkörper. Links eine Arawak-Frau, einen Korb mit Früchten unter dem rechten Arm haltend, rechts ein mit Federkrone geschmückter Arawak-Mann, einen Bogen mit der linken Hand haltend. Beide sind rot und gold gekleidet und mit roten Federn geschmückt, die Frau überdies mit einem Hermelin-Halsband.
Unter dem Schild befindet sich ein silbernes Spruchband mit dem Staatsmotto in schwarzen Majuskeln Out Of Many, One People („Aus vielen, ein Volk“).

## Symbolik
Das Rot wird heute außer im Innern des Helms und im Kreuz auf dem Schild in einer pink-ähnlichen, beinahe purpurnen Farbe dargestellt. Das Spruchband wird ebenfalls in dieser Farbe abgebildet.
Das rote Kreuz entspricht dem Georgskreuz in der Flagge Englands, das Spitzkrokodil ist das größte einheimische Wirbeltier Jamaikas, die Ananas wurde schon vor dem Eintreffen von Christoph Kolumbus in Jamaika kultiviert. Die Arawak waren die indigenen Einwohner Jamaikas.

## Geschichte
Das Wappen wurde der Kolonie Jamaika im Februar 1662 verliehen und ist damit eines der ältesten kolonialen Wappen. Es soll vom späteren 79. Erzbischof von Canterbury, William Sandcroft, oder von seinem Vorgänger William Luxon entworfen worden sein. Seine Elemente wurden in verschiedenen Varianten auf der kolonialen Flagge (Blue Ensign) verwendet, zunächst als Plakette, ab 1906 auch als Wappen in einer weißen Scheibe.
Erste kleine Änderungen sind für 1692 belegt. Änderungen im Jahr 1957 betrafen u. a. die Farbgebung des Helms (ursprünglich silbern) und der Helmdecke (ursprünglich rot statt golden). Mit der Unabhängigkeit Jamaikas 1962 wurde der alte, lateinische Wahlspruch Indus uterque serviet uni („Beide Indien werden einem dienen“) durch den heutigen englischen ersetzt. Die Farbe des Spruchbandes war zu Beginn Silbern, änderte sich später in Gold und schließlich zum heutigen Purpur.